# 第22屆金曲獎
第22屆金曲獎由行政院新聞局主辦、臺灣電視公司承辦，主題為「金曲100」。本屆共有214個報名單位、提送497張專輯、13,013件作品參賽，獎項分為「傳統暨藝術音樂作品類」以及「流行音樂作品類」兩大類。本屆流行音樂作品類頒獎典禮於2011年6月18日在臺北小巨蛋舉行。

## 評審團
總召集人：黃舒駿（音樂製作人）
流行音樂類：

| 初審： - 吳嘉祥 - 呂聖斐（音樂製作人） - 侯志堅（東方快車團員、音樂製作人） - 施人誠（華研企劃部總監） - 柯淑勤 - 翁嘉銘（樂評人） - 陶晶瑩（歌手、飛碟電台DJ） - 梁序倫 - 黃子佼（飛碟電台DJ） - 陳秀男 - 陳建寧（音樂製作人、飛兒團長） - 陳建騏（音樂製作人） - 黃連煜（歌手、音樂製作人） - 葉佳修（歌手、音樂製作人） - 趙之璧（歌手、Hit FM DJ） - 大南方（南方二重唱） - 羅文聰（音樂製作人） | 複審： - 包小松（音樂製作人） - 王伯君 - 左光平（i radio DJ） - 呂理傑 - 吳建恆（中廣流行網DJ） - 李念和 - 民雄（歌手） - 紀明陽（音樂製作人） - 周恆毅 - 袁永興（警廣DJ） - 陳玉貞（娃娃，音樂製作人） - 黃振軒 - 莫凡（音樂製作人） - 童佳容 - 湯運煥（藝名“東東”，第16屆金曲獎最佳客語演唱人獎得主） - 葉雲平 - 劉天健（台灣索尼音樂總經理） - 鄭開來（i radio DJ） - 嚴子貿 - 王祖壽（飛碟電台DJ） - 丹尼 | 音樂錄影帶組： - 吳米森（召集人） - 馬天宗 - 劉梓潔 - 鄭芬芬 - 蘇志宗 專輯包裝獎： - 劉開盛（召集人） - 王智弘 - 陳永基 - 陳栩椿 - 林小乙 |

## 入圍暨得獎名單
流行音樂類計有365張專輯、11,291件作品報名。2011年5月13日公布入圍名單，得獎者於6月18日頒獎典禮揭曉。
| 以表示得獎者 |

### 演唱類個人獎

#### 最佳新人獎
註：郁可唯原以滾石發行的《藍短褲》專輯入圍最佳新人獎，後經新聞局確認郁可唯曾發行過專輯而撤銷其入圍資格。

### 評審團獎
從缺

## 頒獎典禮
頒獎典禮於2011年6月18日晚間7點在臺北小巨蛋舉行，由吳宗憲、侯佩岑主持。下午5點30分登場的星光大道外場主持為楊千霈和Dennis。由台視、飛碟聯播網、星空衛視、Astro AEC、星和都會台等媒體全程直播。
本屆頒獎典禮於臺灣的平均收視率為4.44，總收視人口數約515萬人，略比去年的5.23下滑。最高段收視則落在周杰倫拿下「最佳國語男歌手獎」時，衝高至7.14。至於星光大道平均收視為1.47，總收視人口約144萬人。

### 星光大道嘉賓入場順序
- 王彩樺、劉悅德、劉怡德、回聲樂團、自由發揮、紀華麟、江蕙、陳子鴻
- 潘瑋柏、紀佳松、黃文星、張庭瑜、吳宗憲、侯佩岑、李愛綺、棉花糖
- 欒克勇、徐千舜、草莓救星、MONKEY PILOT、舒米恩、林揮斌、蛋堡
- 張逸聖、Jabberloop樂團、芮斯、張永智、許嫚烜、董運昌、翁立友
- 黃思婷、李明洋、張蓉蓉、吳勇濱、秀蘭瑪雅、神木與瞳、楊永明
- 林廣財、荒井壯一郎、李娜、李忠勳、蔣貴玉、邱金燕、王宇馨
- 李寶鑫、紀曉君、高蕾雅、王識賢、黃妃、大嘴巴、范曉萱
- 戴士堯、AKB48、嚴爵、朱敬然、孫淑媚、趙正平、無限融合黨
- 莊智淵、林俊宏、甯子建、官靈芝、謝宇崴、韋禮安、謝金燕
- 汪東城、辰亦儒、Matzka樂團、陳盈潔、io、洪敬堯、洪榮良
- 王治平、黃韻玲、A-Lin、宮崎伸滋、林凡、郁可唯、林隆璇
- 董事長樂團、隋棠、湯姆與哈克、林俊傑、何韻詩、田馥甄、莫文蔚
- 周杰倫、方文山、浪花兄弟、蔡科俊、麥烝瑋

### 表演節目
| 表演嘉賓                  | 演出主題                | 演出內容 |
| ------------------------- | ----------------------- | --- |
| 潘瑋柏                    | 次世代 Music Party      | 〈次世代〉 〈觸動〉 |
| 官靈芝 紀曉君             | 天籟爵醒                | 〈頭擺的你〉 〈神話〉 〈天公落水〉 〈南王系之歌〉 |
| AKB48                     | Asia top 來自櫻花的祝福 | 〈想見你〉 〈Everyday，髮箍〉 |
| 馮翊綱 宋少卿             | 金曲僅一位              | 相聲瓦舍 |
| 嚴爵 io樂團 韋禮安 MATZKA | 金曲新饗宴              | 嚴爵〈愛就是咖哩〉 io樂團〈真實〉 韋禮安〈有沒有〉 MATZKA〈MA DO VA DO〉                                                                                     |
| 蕭煌奇 翁立友 王識賢      | 傳唱金曲Forever         | 蕭煌奇〈恨世聲〉 蕭煌奇〈風醉雨也醉〉 翁立友〈碎心戀〉 翁立友〈你是我的性命〉 王識賢〈西北雨直直落〉 王識賢〈祝你順風〉 蕭煌奇、翁立友及王識賢〈我是男子漢〉 |
| 張惠妹                    | 我最親愛的音樂大師      | 黃鶯鶯〈留不住的故事〉 王菲〈天空〉 蘇芮〈變〉 許景淳〈玫瑰人生〉 張惠妹〈我最親愛的〉                                                                       |
| A-Lin                     | 歌姬魅影                | 周杰倫〈說了再見〉 林俊傑〈她說〉 王力宏〈你不知道的事〉 齊秦〈離開我〉 韋禮安〈慢慢等〉                                                                     |
| 張洪量 莫文蔚             | 金曲之戀                | 〈你知道我在等你嗎〉 〈美麗的花蝴蝶〉 〈廣島之戀〉 |

## 多項入圍得獎紀錄
| 排序 | 演唱者/演奏者 | 專輯                                   | 類別     | 入圍數目 | 得獎數目 | 入圍獎項 （粗體為該獎項得獎者）                                                                              |
| ---- | ------------- | -------------------------------------- | -------- | -------- | -------- | --- |
| 1    | 周杰倫        | 《跨時代》                             | 華語     | 7        | 3        | 最佳國語專輯獎、最佳國語男歌手獎、最佳編曲人獎、最佳專輯製作人獎、最佳年度歌曲獎、最佳作曲人獎、最佳作詞人獎 |
| 2    | 李宗盛        | 《南[下]專線》                         | 華語     | 4        | 3        | 最佳年度歌曲獎、最佳作曲人獎、最佳作詞人獎、最佳編曲人獎                                                     |
| 3    | 田馥甄        | 《To Hebe》                            | 華語     | 4        | 2        | 最佳單曲製作人獎、最佳音樂錄影帶獎、最佳國語專輯獎、最佳專輯包裝獎                                           |
| 4    | 雷光夏        | 《第36個故事電影原聲音樂大碟她的改變》 | 演奏     | 3        | 2        | 演奏類最佳專輯製作人獎、演奏類最佳作曲人獎、演奏類最佳專輯獎                                                 |
| 5    | 莫文蔚        | 《寶貝》                               | 華語     | 6        | 1        | 最佳國語女歌手獎、最佳國語專輯獎、最佳年度歌曲獎、最佳作曲人獎、最佳作詞人獎、最佳專輯製作人獎               |
| 6    | 洪敬堯        | 《戀花》                               | 華語     | 5        | 1        | 最佳專輯製作人獎、最佳國語專輯獎、最佳年度歌曲獎、最佳作曲人獎、最佳編曲人獎                                 |
| 7    | 韋禮安        | 《韋禮安》                             | 華語     | 4        | 1        | 最佳新人獎、最佳國語專輯獎、最佳國語男歌手獎、最佳作曲人獎                                                   |
| 8    | 舒米恩        | 《Suming》                             | 原住民語 | 3        | 1        | 最佳原住民語專輯獎、最佳專輯製作人獎、最佳原住民語歌手獎                                                     |
| 8    | 無限融合樂團  | 《無限融合黨Timeless Fusion Party》    | 演奏     | 3        | 1        | 演奏類最佳專輯獎、演奏類最佳作曲人獎、演奏類最佳專輯製作人獎                                                 |
|      | 董事長樂團    | 《眾神護臺灣》                         | 台語     | 4        | 0        | 最佳台語專輯獎、最佳編曲人獎、最佳樂團獎、最佳專輯包裝獎                                                     |
|      | 蘇打綠        | 《十年一刻 Once in a life time》       | 華語     | 3        | 0        | 最佳單曲製作人獎、最佳作詞人獎、最佳專輯包裝獎                                                               |
|      | 王力宏        | 《十八般武藝》                         | 華語     | 3        | 0        | 最佳國語專輯獎、最佳年度歌曲獎、最佳國語男歌手獎                                                             |
|      | 江蕙          | 《當時欲嫁》                           | 台語     | 3        | 0        | 最佳台語專輯獎、最佳年度歌曲獎、最佳專輯製作人獎                                                             |

## 相關資料
1. 1 2  葉君遠. . 聯合報. 2011-06-21: C2版.
2. 1 2  . 聯合報. 2011-02-17: C2版.
3. ↑  袁世珮、王筱君. . 聯合報. 2011-05-14: C1版.
4. ↑  第22屆金曲獎流行音樂類入圍名單 （页面存档备份，存于）.文化部影視及流行音樂產業局.2011-05-13
5. ↑  第22屆金曲獎流行音樂類得獎名單 （页面存档备份，存于）.文化部影視及流行音樂產業局.2011-06-18
6. ↑  . 蘋果日報. 2011-05-20  [2011-10-30]. （原始内容存档于2011-09-02）.
7. ↑  王雅蘭. . 聯合報. 2011-06-18: C2版.

## 外部連結
- 第22屆金曲獎流行音樂類入圍名單 （页面存档备份，存于），文化部影視及流行音樂產業局.2011-05-13
- 第22屆金曲獎流行音樂類得獎名單 （页面存档备份，存于），文化部影視及流行音樂產業局.2011-06-18